# Cause and Effect
Cause and Effect is Maria Mena's vijfde studioalbum. Deze cd is op 17 september 2008 uitgekomen in Nederland. Twee dagen daarvoor (15 september) verscheen het album in Noorwegen. Het nummer Belly Up is de eerste single in Noorwegen, in Nederland is dat All This Time (Pick-Me-Up Song).

## Tracklist
1. Power Trip Ballad
2. Belly Up
3. All This Time (Pick-Me-Up Song)
4. Cause and Effect
5. I'm on Your Side
6. Eyesore
7. Where Were You
8. I'm in Love
9. Self-Fulfilling Prophecy
10. I Was Made for Lovin' You[1] (een cover van het gelijknamige nummer van KISS)
11. Dear...

## Hitnotering
| "Cause and Effect" in de Nederlandse Album Top 100 - binnen: 04-10-2008 | "Cause and Effect" in de Nederlandse Album Top 100 - binnen: 04-10-2008 | "Cause and Effect" in de Nederlandse Album Top 100 - binnen: 04-10-2008 | "Cause and Effect" in de Nederlandse Album Top 100 - binnen: 04-10-2008 | "Cause and Effect" in de Nederlandse Album Top 100 - binnen: 04-10-2008 | "Cause and Effect" in de Nederlandse Album Top 100 - binnen: 04-10-2008 | "Cause and Effect" in de Nederlandse Album Top 100 - binnen: 04-10-2008 | "Cause and Effect" in de Nederlandse Album Top 100 - binnen: 04-10-2008 | "Cause and Effect" in de Nederlandse Album Top 100 - binnen: 04-10-2008 | "Cause and Effect" in de Nederlandse Album Top 100 - binnen: 04-10-2008 | "Cause and Effect" in de Nederlandse Album Top 100 - binnen: 04-10-2008 | "Cause and Effect" in de Nederlandse Album Top 100 - binnen: 04-10-2008 | "Cause and Effect" in de Nederlandse Album Top 100 - binnen: 04-10-2008 | "Cause and Effect" in de Nederlandse Album Top 100 - binnen: 04-10-2008 | "Cause and Effect" in de Nederlandse Album Top 100 - binnen: 04-10-2008 | "Cause and Effect" in de Nederlandse Album Top 100 - binnen: 04-10-2008 | "Cause and Effect" in de Nederlandse Album Top 100 - binnen: 04-10-2008 | "Cause and Effect" in de Nederlandse Album Top 100 - binnen: 04-10-2008 | "Cause and Effect" in de Nederlandse Album Top 100 - binnen: 04-10-2008 | "Cause and Effect" in de Nederlandse Album Top 100 - binnen: 04-10-2008 | "Cause and Effect" in de Nederlandse Album Top 100 - binnen: 04-10-2008 | "Cause and Effect" in de Nederlandse Album Top 100 - binnen: 04-10-2008 | "Cause and Effect" in de Nederlandse Album Top 100 - binnen: 04-10-2008 | "Cause and Effect" in de Nederlandse Album Top 100 - binnen: 04-10-2008 | "Cause and Effect" in de Nederlandse Album Top 100 - binnen: 04-10-2008 | "Cause and Effect" in de Nederlandse Album Top 100 - binnen: 04-10-2008 | "Cause and Effect" in de Nederlandse Album Top 100 - binnen: 04-10-2008 | "Cause and Effect" in de Nederlandse Album Top 100 - binnen: 04-10-2008 | "Cause and Effect" in de Nederlandse Album Top 100 - binnen: 04-10-2008 | "Cause and Effect" in de Nederlandse Album Top 100 - binnen: 04-10-2008 | "Cause and Effect" in de Nederlandse Album Top 100 - binnen: 04-10-2008 | "Cause and Effect" in de Nederlandse Album Top 100 - binnen: 04-10-2008 | "Cause and Effect" in de Nederlandse Album Top 100 - binnen: 04-10-2008 | "Cause and Effect" in de Nederlandse Album Top 100 - binnen: 04-10-2008 |
| Week                                                                    | 01                                                                      | 02                                                                      | 03                                                                      | 04                                                                      | 05                                                                      | 06                                                                      | 07                                                                      | 08                                                                      | 09                                                                      | 10                                                                      | 11                                                                      | 12                                                                      | 13                                                                      | 14                                                                      | 15                                                                      | 16                                                                      | 17                                                                      | 18                                                                      | 19                                                                      |                                                                         | 20                                                                      |                                                                         | 21                                                                      | 22                                                                      | 23                                                                      | 24                                                                      | 25                                                                      |                                                                         | 26                                                                      | 27                                                                      | 28                                                                      | 29                                                                      | 30                                                                      |
| ----------------------------------------------------------------------- | ----------------------------------------------------------------------- | ----------------------------------------------------------------------- | ----------------------------------------------------------------------- | ----------------------------------------------------------------------- | ----------------------------------------------------------------------- | ----------------------------------------------------------------------- | ----------------------------------------------------------------------- | ----------------------------------------------------------------------- | ----------------------------------------------------------------------- | ----------------------------------------------------------------------- | ----------------------------------------------------------------------- | ----------------------------------------------------------------------- | ----------------------------------------------------------------------- | ----------------------------------------------------------------------- | ----------------------------------------------------------------------- | ----------------------------------------------------------------------- | ----------------------------------------------------------------------- | ----------------------------------------------------------------------- | ----------------------------------------------------------------------- | ----------------------------------------------------------------------- | ----------------------------------------------------------------------- | ----------------------------------------------------------------------- | ----------------------------------------------------------------------- | ----------------------------------------------------------------------- | ----------------------------------------------------------------------- | ----------------------------------------------------------------------- | ----------------------------------------------------------------------- | ----------------------------------------------------------------------- | ----------------------------------------------------------------------- | ----------------------------------------------------------------------- | ----------------------------------------------------------------------- | ----------------------------------------------------------------------- | ----------------------------------------------------------------------- |
| Nummer                                                                  | 8                                                                       | 12                                                                      | 17                                                                      | 25                                                                      | 27                                                                      | 19                                                                      | 25                                                                      | 40                                                                      | 53                                                                      | 58                                                                      | 63                                                                      | 61                                                                      | 54                                                                      | 55                                                                      | 72                                                                      | 77                                                                      | 85                                                                      | 94                                                                      | 100                                                                     | uit                                                                     | 81                                                                      | uit                                                                     | 42                                                                      | 68                                                                      | 83                                                                      | 96                                                                      | 92                                                                      | uit                                                                     | 91                                                                      | 45                                                                      | 41                                                                      | 40                                                                      | 30                                                                      |
| Week                                                                    | 31                                                                      | 32                                                                      | 33                                                                      | 34                                                                      | 35                                                                      | 36                                                                      | 37                                                                      | 38                                                                      | 39                                                                      | 40                                                                      | 41                                                                      | 42                                                                      | 43                                                                      | 44                                                                      | 45                                                                      | 46                                                                      |                                                                         | 47                                                                      | 48                                                                      | 49                                                                      |                                                                         | 50                                                                      |                                                                         | 51                                                                      | 52                                                                      | 53                                                                      | 54                                                                      | 55                                                                      | 56                                                                      | 57                                                                      | 58                                                                      |                                                                         |                                                                         |
| Nummer                                                                  | 36                                                                      | 36                                                                      | 31                                                                      | 43                                                                      | 36                                                                      | 42                                                                      | 39                                                                      | 30                                                                      | 39                                                                      | 27                                                                      | 34                                                                      | 44                                                                      | 37                                                                      | 47                                                                      | 82                                                                      | 76                                                                      | uit                                                                     | 97                                                                      | 99                                                                      | 94                                                                      | uit                                                                     | 90                                                                      | uit                                                                     | 96                                                                      | 85                                                                      | 80                                                                      | 90                                                                      | 83                                                                      | 81                                                                      | 83                                                                      | 83                                                                      | uit                                                                     |                                                                         |

## Noot
1. ↑  Dit nummer staat niet op het album in Noorwegen.